# Rudnia (rejon żytkowicki)
Rudnia (biał. Рудня) − wieś na Białorusi, w obwodzie homelskim, w rejonie żytkowickim, w sielsowiecie Rudnia (którego wbrew nazwie nie jest siedzibą), 7 km na południowy wschód od Żytkowicz.
Wieś duchowna położona była w końcu XVIII wieku w hrabstwie petrykowskim w powiecie mozyrskim województwa mińskiego.